# Amblyseius meghriensis
Amblyseius meghriensis är en spindeldjursart som beskrevs av Arutunjan 1968. Amblyseius meghriensis ingår i släktet Amblyseius och familjen Phytoseiidae. Inga underarter finns listade i Catalogue of Life.